# MJB

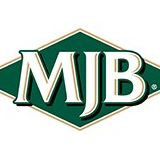
MJBコーヒーのロゴ

MJB（エム・ジェー・ビー）は、イタリアのマッシモ・ザネッティ飲料グループ（Massimo Zanetti Beverage Group）がアメリカ合衆国、カナダ西部、日本で販売しているコーヒーブランドである。

## 歴史

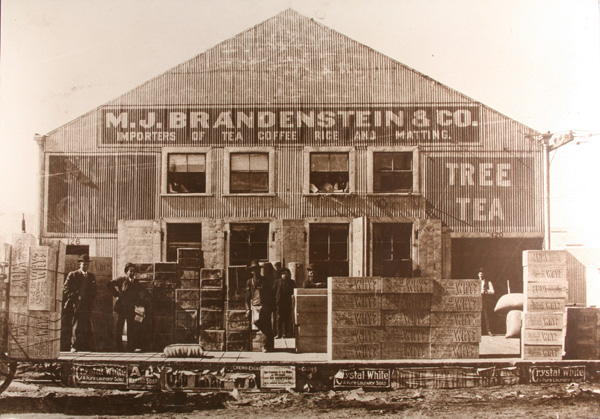
初期のMJB社屋

1881年、ユダヤ系アメリカ人の農業経営者・マックス・ジョセフ・ブランデンスタイン（Max Joseph Brandenstein）が、共同経営者であるジョン・C・サイフライド（John C. Sigfried）とともに、サンフランシスコのカリフォルニア通りで穀物輸入業を創業。
1885年、マックスの弟であるマンフレッド・ブランデンスタイン（Manfred Brandenstein）と、アルフレッド・アデルスドルフ（Alfred Adelsdorfe）が共同で「ワシントン・マニファクチャリング・カンパニー」を設立し、コーヒー、紅茶、香辛料の輸入およびコーヒー豆の焙煎を開始するようになった。
MJBは創業者マックス・ジョセフ・ブランデンスタインの頭文字から取ったとされている。当時、サンフランシスコのコーヒー業界においては「フォルジャー」と「ヒルス」が先行しており、また「Brandenstein」という名はユダヤ人であることを示すため（一族も、のちに「Bransten」ブランステンに改名している）、先行メーカーに割って入るには簡潔なブランド名が良いのではないかとすることから命名されたとする説がある。
1905年、これまで「Pride of Japan」として発売されていた紅茶を「Tree Tea」として販売される。1906年、サンフランシスコを襲った大地震でスペアーとミッションの事務所が相次いで被災し、ブリキの波板を使って仮社屋を建設。1910年、コーヒー生豆と紅茶の仲介から撤退し、MJBコーヒーとTree Teaの紅茶販売に専念。1915年、パナマ運河開通を記念した「パナマ太平洋万博」に出展する。パナマ運河開通により、南米から直接コーヒー豆の搬送が可能となった。パナマ太平洋万博では南米から直接輸送されたコーヒーがふるまわれた。
1916年にMJBの缶入り容器を製造していたウェストコーストワーク社を買収し、ウェスタン・キャン・カンパニーと社名を変更。1924年に創業者兄弟の弟マンフレッド、1925年には兄マックス・ジョセフが相次いで死去する。
1930年代、カリフォルニア・ブラウンライス（玄米）とテキサス・ロンググレインライスを発売。コーヒーに関しては、株式市場大暴落後の安価なコーヒー需要に対応しアラジン・コーヒーとコーヒー・ジュニアを新たに発売。
1940年代は太平洋戦争の影響により物資統制が敷かれ、ブリキ缶が使用できなくなり、ガラス瓶入りレギュラーコーヒーの販売を開始。一方、米も不足した影響で豆類（MJBビーンズ）の販売を開始。戦後の日本では進駐軍により缶入りレギュラーコーヒーが多数持ち込まれ、MJBグリーン缶は人気の銘柄として知られるようになった。
1950年代に入ると、主に関東・関西の輸入食料品店でレギュラーコーヒーが少しずつ普及し、特にMJBグリーン缶はインスタントコーヒーとは違う、まろやかで香り高いコーヒーとして高い信頼が寄せられるようになり、またこれと相前後して、日本以外の東アジア、カナダにも進出し、インスタントライスやインスタントコーヒーの販売が定着するようになっていく。
1962年ごろ、共栄フーズ（京都府）と合弁しMJB日本法人が設立され、久世郡久御山町に本社を置く。1963年に久御山町に隣接の宇治市に直営工場が完成する。
1970年代に入ると、まず1970年にオーストラリアに進出。アメリカではサンフランシスコ近郊のユニオンシティに工場を新設した。1975年に、カフェインなしのインスタントコーヒーを開発。1979年、紅茶のブランドも「Tree Tea」を廃止し「MJB」に統一された。
1981年に「MJBジェネリックシリーズ」（ブルーマウンテンブレンド、モカブレンド、キリマンジャロブレンド）が発売される。1987年、「MJBカウボーイシリーズ」と題されたテレビコマーシャルの放送を機に需要が拡大し、1989年、久御山町に新工場が建設された。
1988年から1990年にかけて「トライアングルセッション3部作」（1988年「メインステージ」、1989年「マインドシューター」、1990年「ミッドナイトショット」）を開発。1990年代には、ヘビーユーザー向け「MJBアーミーグリーンシリーズ」やホテル用に頒布されていたものを家庭用にアレンジした「ホテル・レストランブレンド」など、新製品の発売も行われた。
世界的には1985年に、MJB、ヒルスコーヒーなどをネスレが買収し、さらにこれが1999年、サラ・リー社（Sara Lee Corporation）へ売却された。2005年、イタリアのボローニャに本部があるマッシモ・ザネッティ飲料グループ（Massimo Zanetti Beverage Group）が買収した。